# IHL Man of the Year
L'IHL Man of the Year è stato un trofeo annuale assegnato dal 1992 al 2001 dall'International Hockey League al giocatore che si è contraddistinto per l'impegno umanitario e per l'attenzione verso la propria comunità. Il trofeo è stato noto anche con il nome di I. John Snider, II Trophy.

## Vincitori
| Stagione | Vincitore        | Squadra             |
| -------- | ---------------- | ------------------- |
| 1992-93  | Robbie Nichols   | San Diego Gulls     |
| 1993-94  | Terry Ficorelli  | non giocatore       |
| 1994-95  | Mike MacWilliam  | Denver Grizzlies    |
| 1995-96  | Graeme Townshend | Houston Aeros       |
| 1996-97  | Tim Breslin      | Chicago Wolves      |
| 1997-98  | Rod Miller       | Utah Grizzlies      |
| 1998-99  | Chris Marinucci  | Chicago Wolves      |
| 1999-00  | Pat MacLeod      | Cincinnati Cyclones |
| 2000-01  | Wendell Young    | Chicago Wolves      |